# Мастер спорта Республики Казахстан
Мастер спорта Республики Казахстан (каз. Қазақстан Республикасының спорт шебері) — спортивное звание в Республике Казахстан, учреждённое в 1994 году Высшим советом физической культуры при Министерстве по делам молодежи, туризма и спорта Республики Казахстан и Правительством Республики Казахстан.
Стандартное сокращение в спортивной справочной литературе — МС.

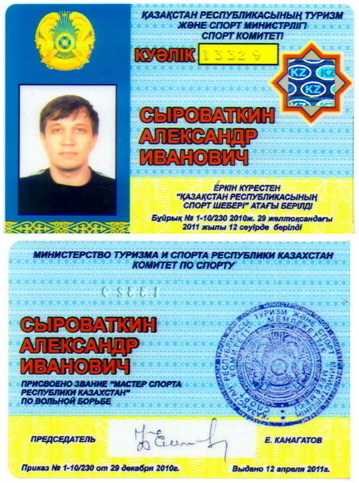
Удостоверение к званию «Мастер спорта Республики Казахстан», выданное 12 апреля 2011 года Александру Сыроваткину

В Казахстане действует Единая спортивная классификация (ЕСК), определены спортивные звания: «Заслуженный мастер спорта Республики Казахстан», «Мастер спорта международного класса Республики Казахстан» (МСМК), «Мастер спорта Республики Казахстан» (МС), «Заслуженный тренер Республики Казахстан» (ЗТР), также спортивные разряды: «кандидат в мастера спорта Республики Казахстан» (КМС), 1-й, 2-й, 3-й спортивные (взрослые) разряды, и 1-й, 2-й, 3-й юношеские разряды. 

## Нормы присвоения
Нормы и требования для присвоения звания для каждого вида спорта свои, указаны в соответствующем приказе Министерства культуры и спорта Республики Казахстан.

## Порядок присвоения
Спортивное звание «Мастер спорта Республики Казахстан» присваивается гражданам Республики Казахстан уполномоченным органом в области физической культуры и спорта по представлению местного исполнительного органа области (города республиканского значения, столицы), аккредитованных республиканских и региональных спортивных федераций по видам спорта.
Выполнение спортивного звания подтверждается судейской коллегией по виду спорта в составе не менее трёх судей категории «Национальный спортивный судья высшей категории Республики Казахстан».

## Аналогичные звания
Аналогичные звания существовали в Болгарии, Польше (существуют и сейчас), ГДР, Румынии, Чехословакии. Начиная с 1992 года, звания «мастер спорта» учредили ряд государств, ранее входивших в состав СССР — Россия (см.), Украина, Беларусь, Казахстан, Кыргызстан, Молдова, Таджикистан, Узбекистан.